# Westheim (Palts)
Westheim  is een kleine deelgemeente (ortsgemeinde) van de verbandsgemeinde Lingenfeld in de Landkreis Germersheim in Rijnland-Palts.
Westheim telt 1.755 inwoners op een oppervlakte van 7,12 km².

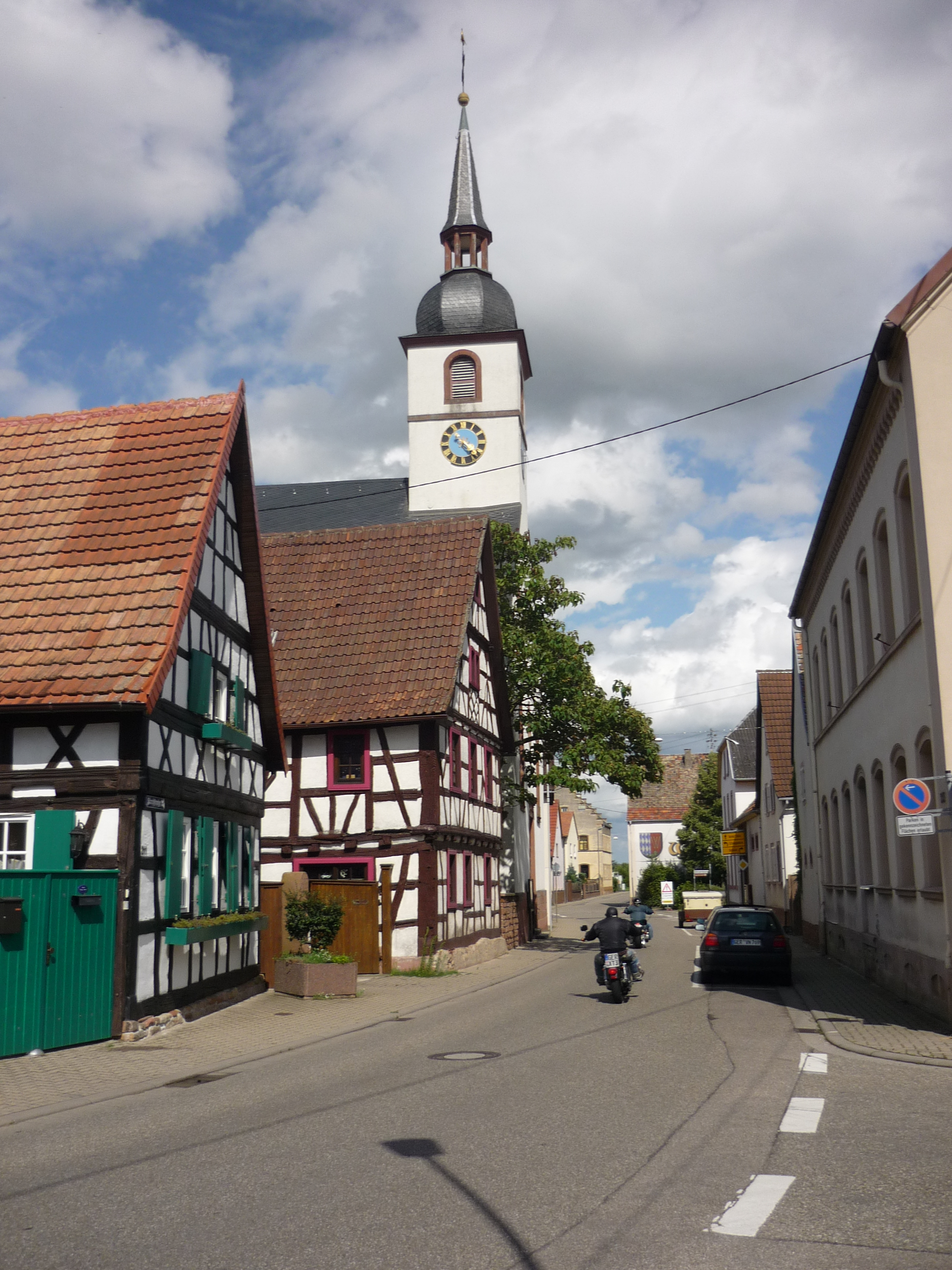
Centrum met de kerk van Westheim
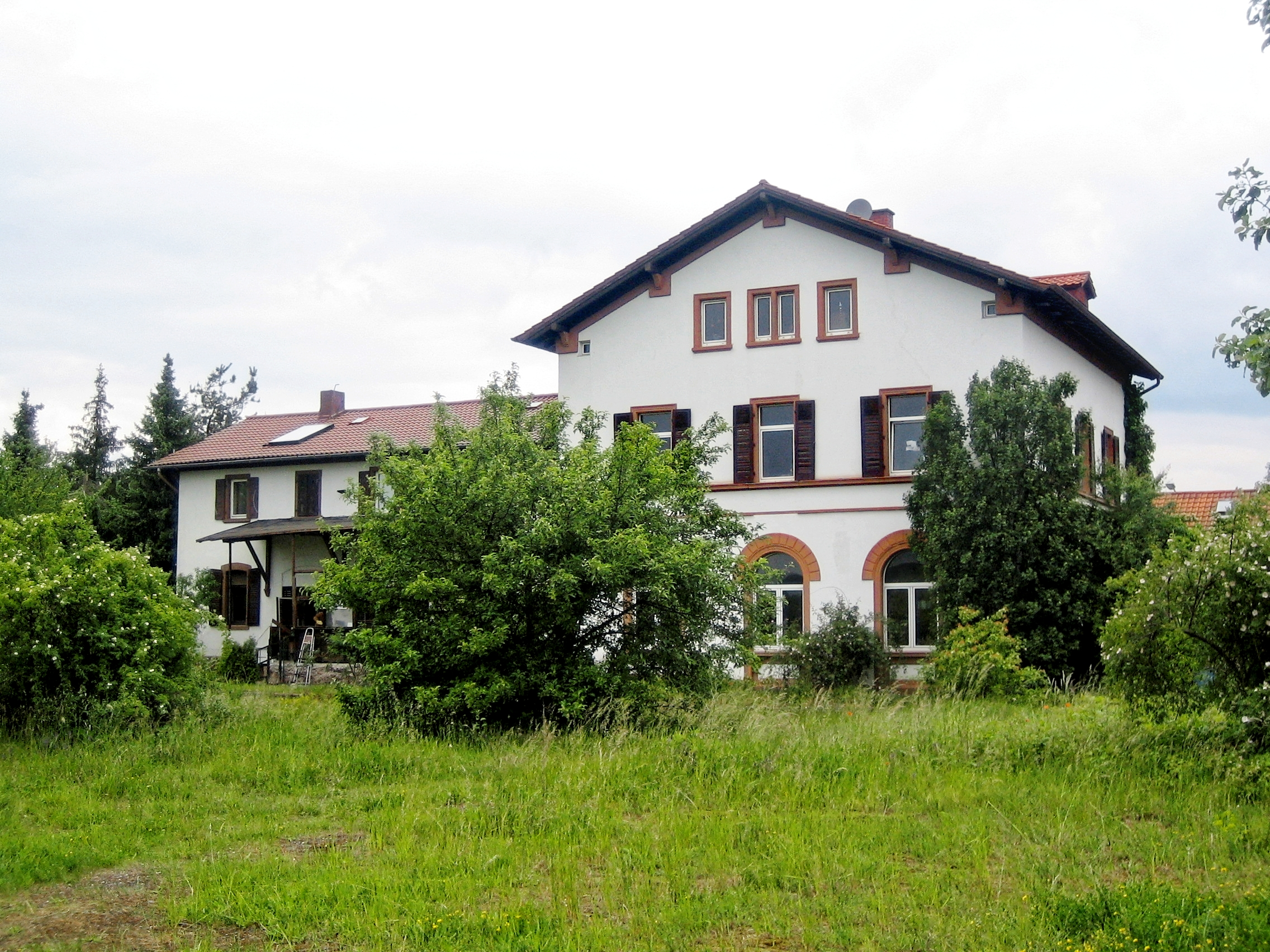
Station van Westheim